# Jardin à l'anglaise
Le jardin à l’anglaise, appelé aussi jardin anglais ou jardin paysager, avec ses formes irrégulières, est souvent opposé au jardin à la française ou jardin à l'italienne, dont il prend le contre-pied esthétiquement et symboliquement.

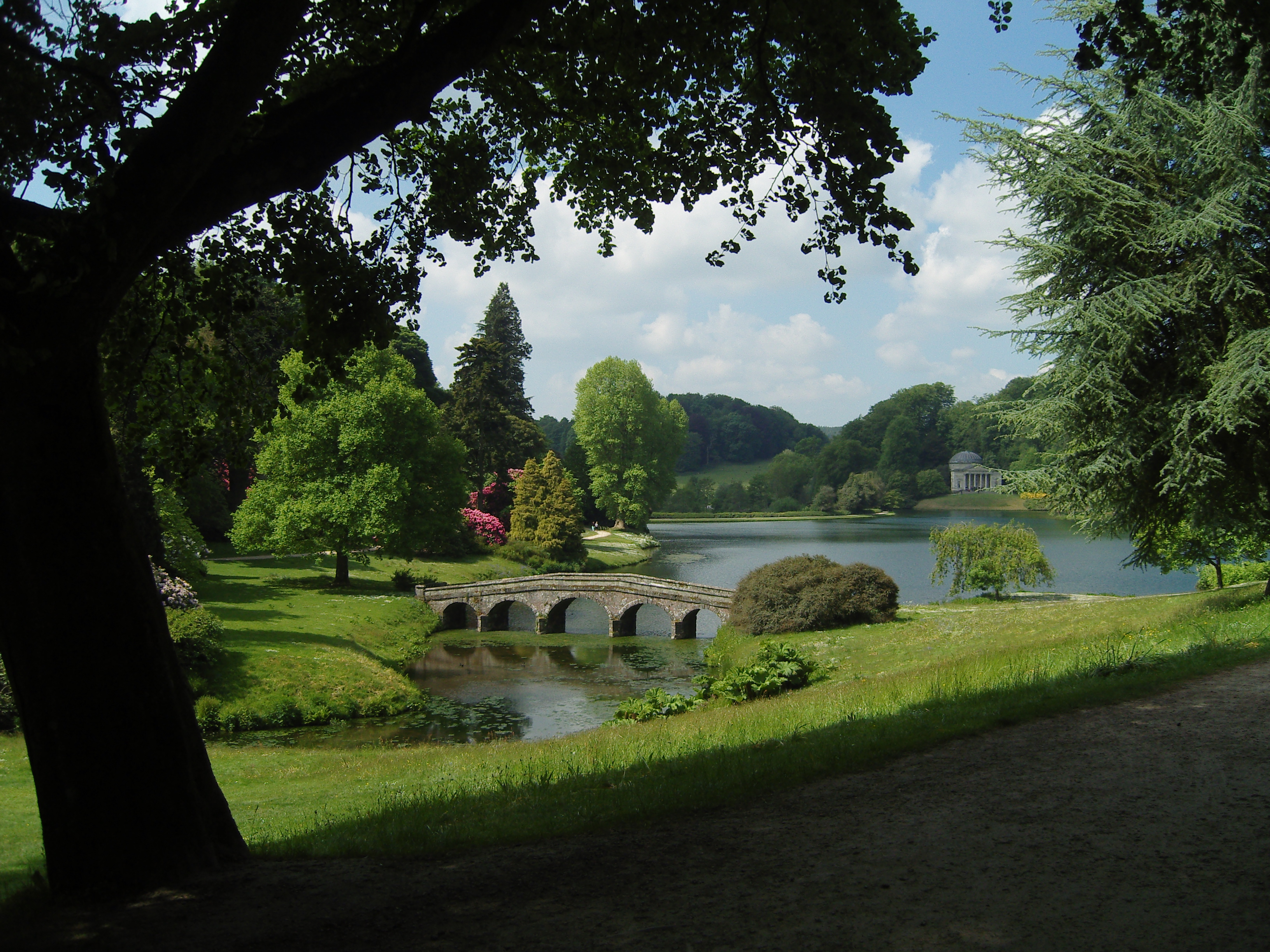
Vue du parc de Stourhead, dans le Wiltshire, en Angleterre.

## Le point de vue du peintre

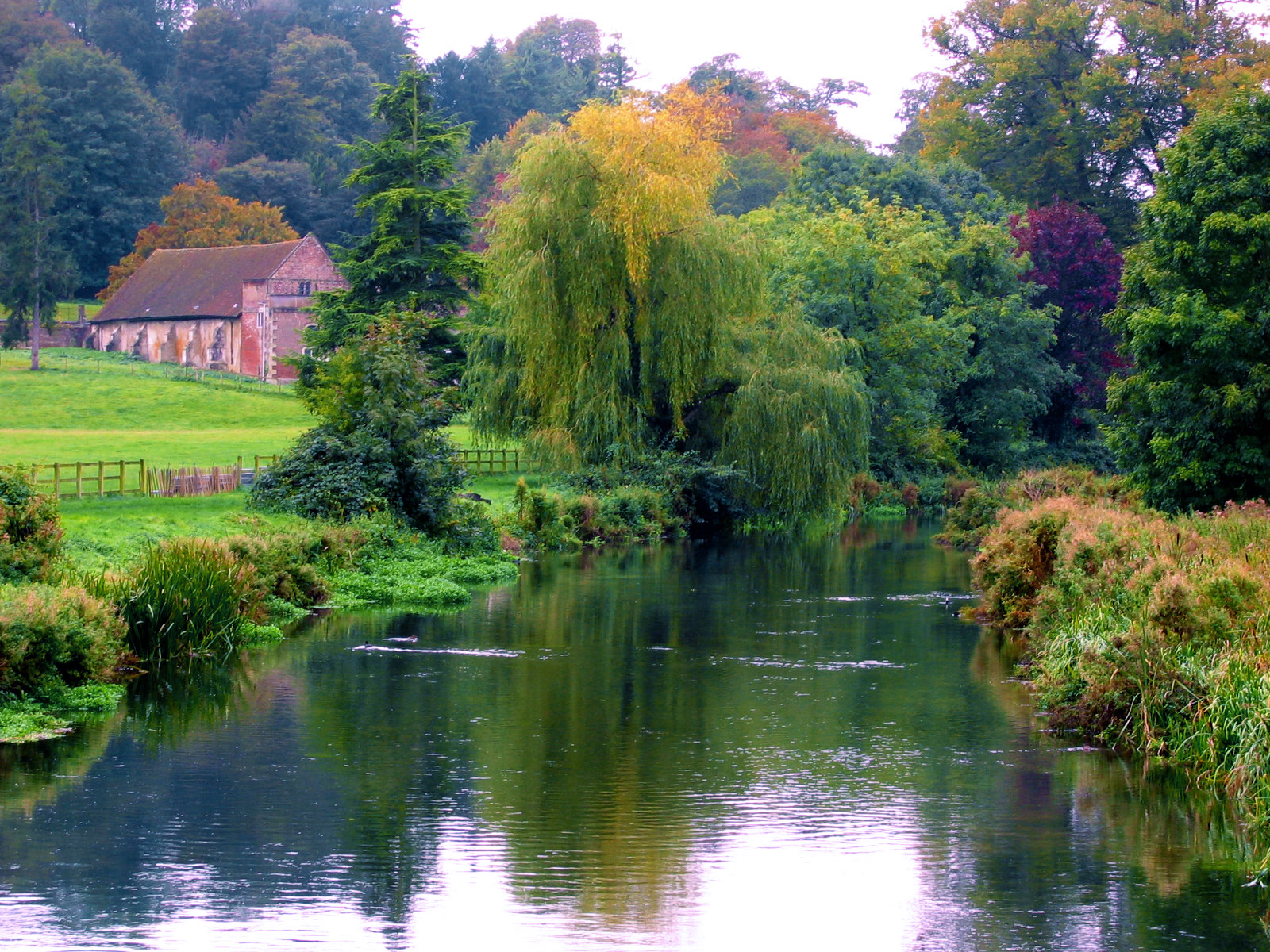
Les jardins de Wilton House, Salisbury dans le Wiltshire.

Apparu au XVIIIe siècle, le jardin à l'anglaise s'organise selon des cheminements sinueux ouvrant sur des points de vue « pittoresques » (qui appartient, qui est relatif à la peinture) : ces points de vue sont des lieux où un peintre aimerait poser son chevalet.
Il est donc normal que leurs concepteurs soient fréquemment des peintres. Loin du système géométrique des jardins classiques, conçus principalement par des architectes, ils mettent en valeur à travers les points de vue un élément de la nature remarquable : arbre rare au feuillage coloré, tronc torturé, pelouse, ruisseau, étang, prairie ou même éboulis et précipice. Le peintre William Kent (1685-1748) crée les premiers jardins paysages.
La composition du point de vue répond aux règles de composition du tableau. On recherche l'équilibre des volumes cette fois sans la ligne droite imposée, on recherche la variété et l'accord des coloris et des matières végétales.
À la perspective optique, exploitée dans le modèle classique, on substitue la perspective aérienne, inspirée de la peinture anglaise, dans laquelle les effets de profondeur sont créés par la brume qui noie les lointains ou bien par la variation des feuillages des différents bosquets du jardin.
L'organisation du jardin à l'anglaise en une succession de points de vue pousse les concepteurs à exploiter ou accentuer plutôt qu'à corriger les accidents du site. Les reliefs deviennent ainsi des belvédères, les escarpements des grottes. Les étendues sont travaillées en miniaturisation. Elles deviennent totalement symboliques de l'espace naturel à grande échelle qui fournit les moyens d'habitat et les denrées vitales fournies par les végétaux et les animaux. La forêt à bois de chauffage et bois de construction devient bosquet. La prairie à brouter devient gazon tondu. L'étang de pêche devient lac d'agrément. Le jardin est écrin de la demeure (ou du kiosque ou de la fabrique de jardin).

## Historique du jardin à l'anglaise
Au XVIe siècle, le philosophe anglais Francis Bacon (1561-1626) critique le caractère artificiel des « jardins à nœuds ». Au début du XVIIIe siècle, les écrivains et poètes Joseph Addison (1672-1719) et Alexander Pope (1688-1744) adhèrent à la pensée du philosophe, en affirmant que les arbres doivent être autorisés à se développer dans des formes naturelles, puis rejoint par l'artiste William Hogarth (1697-1764) qui souligne « la beauté d'une ligne ondulée et par un nouveau comportement pour que la nature soit bonne ». L'exemple classique de la transformation est réalisé dans les jardins de Stowe (en), situés dans le parc du comté de Buckinghamshire, où le plus grand des jardins à la française d'Angleterre est transformé par étapes en parc paysager sous l'influence de William Kent puis du paysagiste Lancelot Brown (1716-1783).
Jusqu'au XVIIIe siècle, l'influence française s'est répandue en Angleterre à l'architecture et à l'art des jardins. Les compositions « à la française », issues du jardin à l'italienne, sont extrêmement structurées, comportent des parterres géométriques, des jeux de symétrie ainsi que de perspective. L'objectif est alors de domestiquer la nature et de démontrer la puissance humaine. Les jardins commémoratifs de victoires militaires exemplaires élaborés à partir de ce modèle classique sont d'étendues imposantes. Le maître jardinier George London porta ce style à l'extrême du « classique hollandais » avec des buis strictement taillés en formes vertes immobiles selon l'art topiaire.
La vogue de ce type de jardin prit fin en Angleterre sous l'influence d'une esthétique privilégiant la redécouverte de la nature sous son aspect sauvage et poétique, où la forêt, la montagne ne sont plus symboles de danger. Par influence des contacts pris en Extrême-Orient, le formalisme géométrique occidental est transformé en dehors de la symbolique occidentale originelle portée par des plantes : couleur des fruits (par exemple plantes à fruits jaunes côté lever du soleil) et nombres particuliers de plants (système harmonique du Moyen Âge basé sur le chiffre 8). Cette symbolique avait été présente dans les formulations du jardin médiéval clos puis oubliée par l'invention des bosquets de mise en perspective dans les jardins de la Renaissance. Le jardin anglais ne s'apparente plus aux « jardins de curé », jardins fonctionnels d'origine.
Dès le milieu du XVIIIe siècle, dans une Angleterre en pleine pré-industrialisation, le jardin irrégulier devient une réaction assumée à la rigidité et la pauvreté de l'architecture des fabriques provenant du système économique des hangars. La bataille d'opinions de l'époque « nature utile à la subsistance de l'homme et nature représentative de la grandeur de l'homme » fut établie en Angleterre et son économie agricole non auto-suffisante[pas clair] (problème du rendement surfacique agricole utile contre implantation naissante des pelouses gigantesques de gazon anglais d'apparat par exemple, voir utilitarisme). L'objectif de ce jardin nouvelle forme n'était plus de donner pour l'apparat le sentiment de contrôler la nature, de lui faire prendre des marques au gré de l'homme, mais d'en jouir. Cette conception aboutit aussi à la révision de l'idée de beauté dans la forme et la taille des jardins (mouvement valable aussi bien pour les agglomérations d'habitation) : « small is beautiful », pour rester à une échelle humaine.
Cette conception formelle du jardin devenu « jardin à l'anglaise » allait être adoptée dans toute l'Europe. Cette nouvelle forme de parc à parcours sinueux s'établit dans le même mouvement en France peu décalé dans le temps où cette forme est dite « jardin anglo-chinois » ou « sino-anglais ». Elle n'est pas en France porteuse des mêmes considérations globales sur la société. À Versailles, un jardin à l'anglaise est réalisé au Petit Trianon pour la reine Marie-Antoinette. Vallonné de collines artificielles, il comprend un petit lac, une grotte et un belvédère. Un réseau de chemins de promenades offre une multitude de points de vue soigneusement calculés sur tous les éléments remarquables du paysage. Dans cette conception prend sa place la serre botanique qui s'est développée à la place de l'orangerie classique.

Jardin anglais de Vesoul.

## Caractéristiques du jardin à l'anglaise

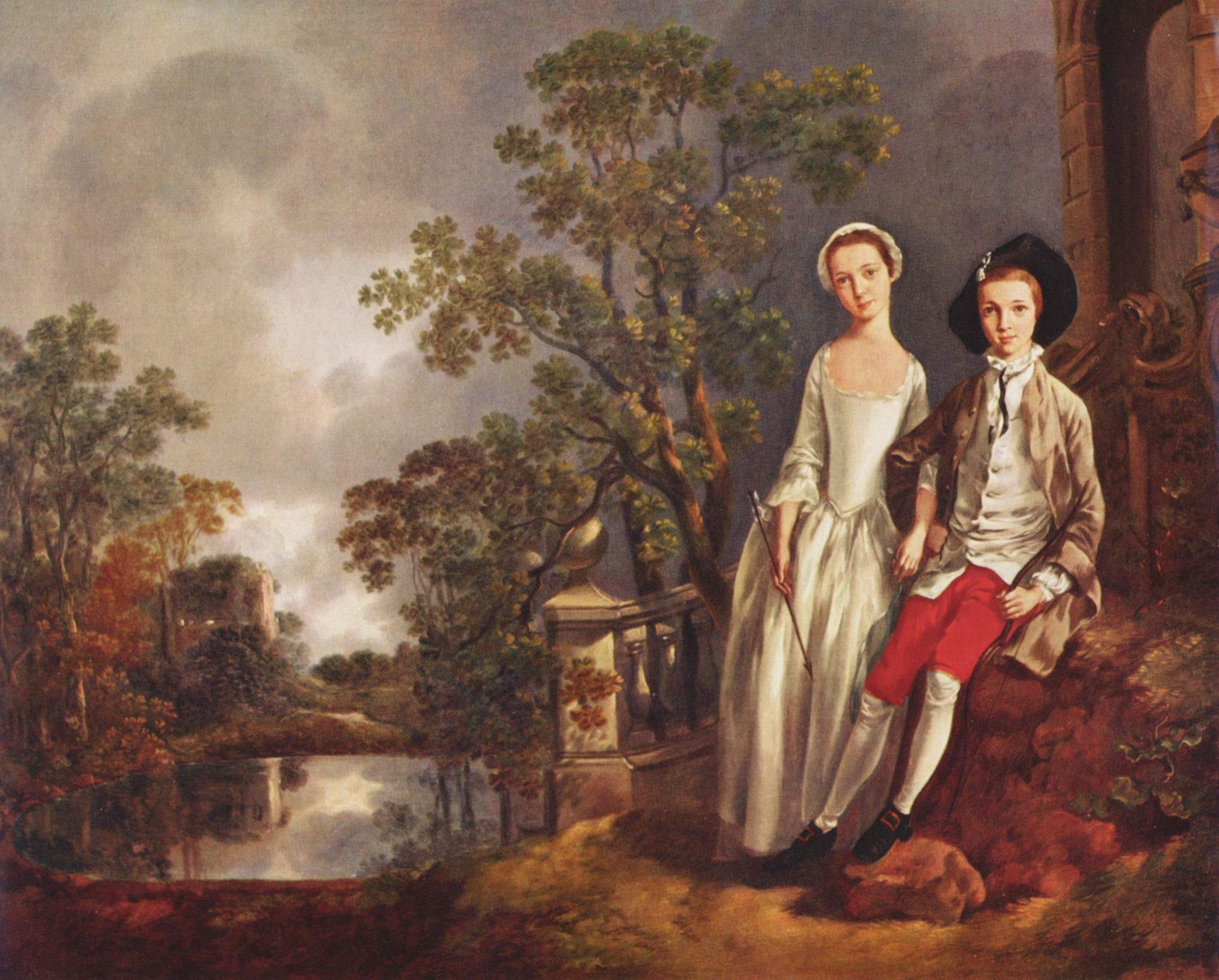
Le portrait aristocratique sur un fond de jardin anglais dans la peinture de Thomas Gainsborough.

- Sa conception est irrégulière : chemins tortueux, végétation en apparence non domestiquée donnant une impression naturelle. Les accidents du terrain (vallons et pentes) sont conservés et exploités ;
- présence d'arbustes, de fourrés et d'éléments architecturaux participant à sa décoration : fabrique de jardin, rochers, statues et bancs ;
- association de diverses espèces ornementales. Les formes et les couleurs des végétaux sont variées. Les pelouses et les chemins agrémentant le jardin incitent à flâner ;
- l'itinéraire n'est pas balisé : la promenade dans un jardin à l'anglaise laisse une grande part à la surprise et à la découverte. Pas d'allées rectilignes guidant les pas du promeneur mais plutôt une sorte « d'errance poétique ».

Ce type de jardin n’est pas seulement un lieu clos. Il se veut paysage. Il se veut œuvre d'art.

## L'esthétique du jardin à l'anglaise

### Objectifs esthétiques
- imiter la nature ;
- s'inspirer de son côté sauvage ;

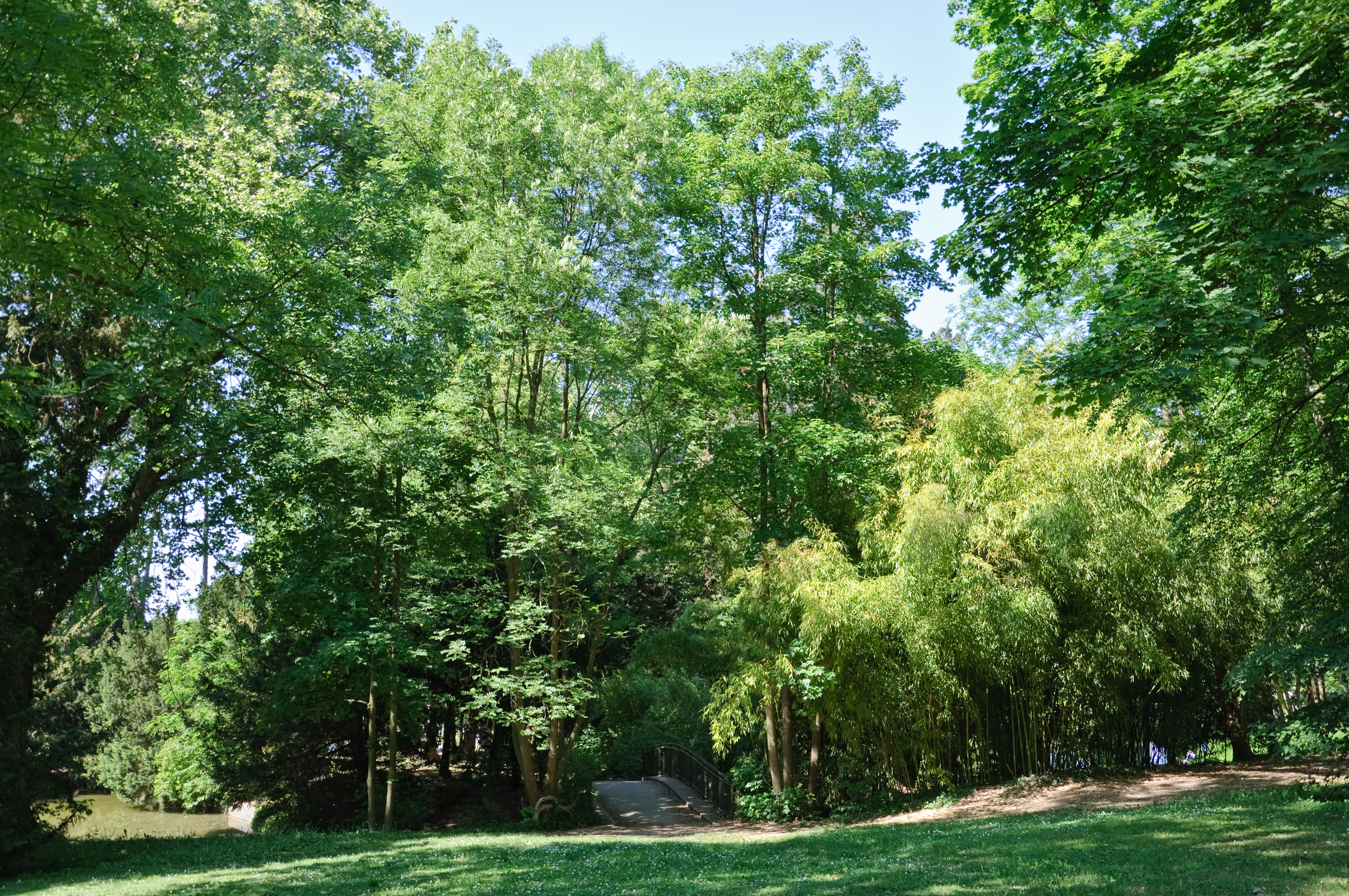
Rivière artificielle à l'ombre des arbres du parc à l'anglaise du château de Bois-Préau.

- recréer l'effet produit par la nature sur l'âme humaine ;
- exalter la poésie d'un lieu ;
- recréer un décor naturel dans une démarche aussi bien artistique qu'architecturale. Le choix des couleurs et des formes ayant pour objectif de composer une « peinture vivante » en opposition au style classique hollandais alors à son apogée. Le poète Joseph Addison « préfère contempler un arbre dans toute la luxuriance de ses branches et de ses rameaux plutôt que lorsqu'il est ainsi coupé et taillé en figure géométrique » et l'écrivain Alexander Pope met ces idées en pratique dans son jardin de Twickenham ;
- le refus de la régularité topologique crée une esthétique du renouvellement.

Selon les saisons et les moments de la journée, le jardin « à l'anglaise » offre des sensations et des vues différentes. La métamorphose des éléments crée un lieu constamment renouvelé. Le rapport à la nature et par conséquent au monde, est ainsi réinventé en permanence.

### Évolution de l'ensemble
Les jardins « à l'anglaise » connaissent une évolution esthétique tout au long du XVIIIe puis du XIXe siècle.
- Au début du XVIIIe siècle, ils composent des paysages évoquant l'Antiquité. Ouverts sur la campagne, ils apparaissent comme un prolongement du jardin. C'est le « jardin anglais idyllique » ;
- au milieu du XVIIIe siècle, la composition paysagère se doit d’être sobre et sensuelle. C'est le « jardin anglais sublime » ;
- à la fin du XVIIIe siècle, le jardin « à l'anglaise » doit comporter des accidents de terrain (vallons, collines, pentes…) et jouer sur un contraste entre éléments peignés (c'est-à-dire réguliers) et sauvages. C'est le « jardin anglais pittoresque ».
- le jardin pittoresque « à l'anglaise » est devenu un genre européen au XIXe siècle :
  - au XIXe siècle, en Angleterre, le jardin « à l'anglaise » connaît des mutations esthétiques sous l'influence de personnalités au tempérament artistique affirmé comme Gertrude Jekyll (1843-1932). À cette période, le jardin « à l'anglaise » se définit plutôt comme un lieu d'expérimentation artistique. Gertrude Jekyll introduit les massifs colorés de plantes vivaces en plates-bandes de fleurs, encore employés et admirés de nos jours sous le nom de « mixed-borders ». De nombreux ouvrages lui sont consacrés.
Ce type de jardin est qualifié de « jardin bourgeois, car il accorde une place importante à la fragmentation maniériste des espaces et à l'exaltation de la virtuosité dans le maniement des espèces naturalistes pour produire des effets de couleurs »[3] ;
  - sous le Second Empire en France, ce fut même l'art officiel des jardins et des parcs urbains, dans la continuité des jardins des plantes, dont le but était autant éducatif hygiéniste et suivi par les préfets (parcs comportant des fermes-école et des fermes destinées la découverte par les enfants citadins de la réalité de la nature exploitée) qu'esthétique dans un mouvement anglophile.

## La symbolique du jardin à l'anglaise
Ce type de jardin se veut paysage et peinture.
Son agencement irrégulier, opposé à l'ordonnancement du « jardin à la française » le pare d'une symbolique de liberté qui trouva nécessairement un écho sous la Révolution française et dans le bonapartisme successeur : au carcan du « jardin à la française » s'opposait la liberté de conception anglaise devenue en Angleterre « de tradition » (parti whig). Le refus de la symétrie s'apparentait alors à un refus de conserver des codes dépassés. Il devint un des symboles d'émancipation vis-à-vis de la monarchie absolue et de ses représentants.
Il s'agit pourtant pour le jardin, ou le parc, d'un « décor » reconstitué : ainsi pour le confort des promeneurs un banc peut être placé afin de contempler une pièce d'eau ou de profiter de l'ombre des arbres, mais sans être nécessairement lui-même vu. La « sauvagerie » de la nature spontanée est recréée, adoucie. L'évolution que ce type de jardin connut au XIXe siècle illustre bien cette re-création idéalisée de la nature.

## Parcs et jardins à l'anglaise en Europe continentale

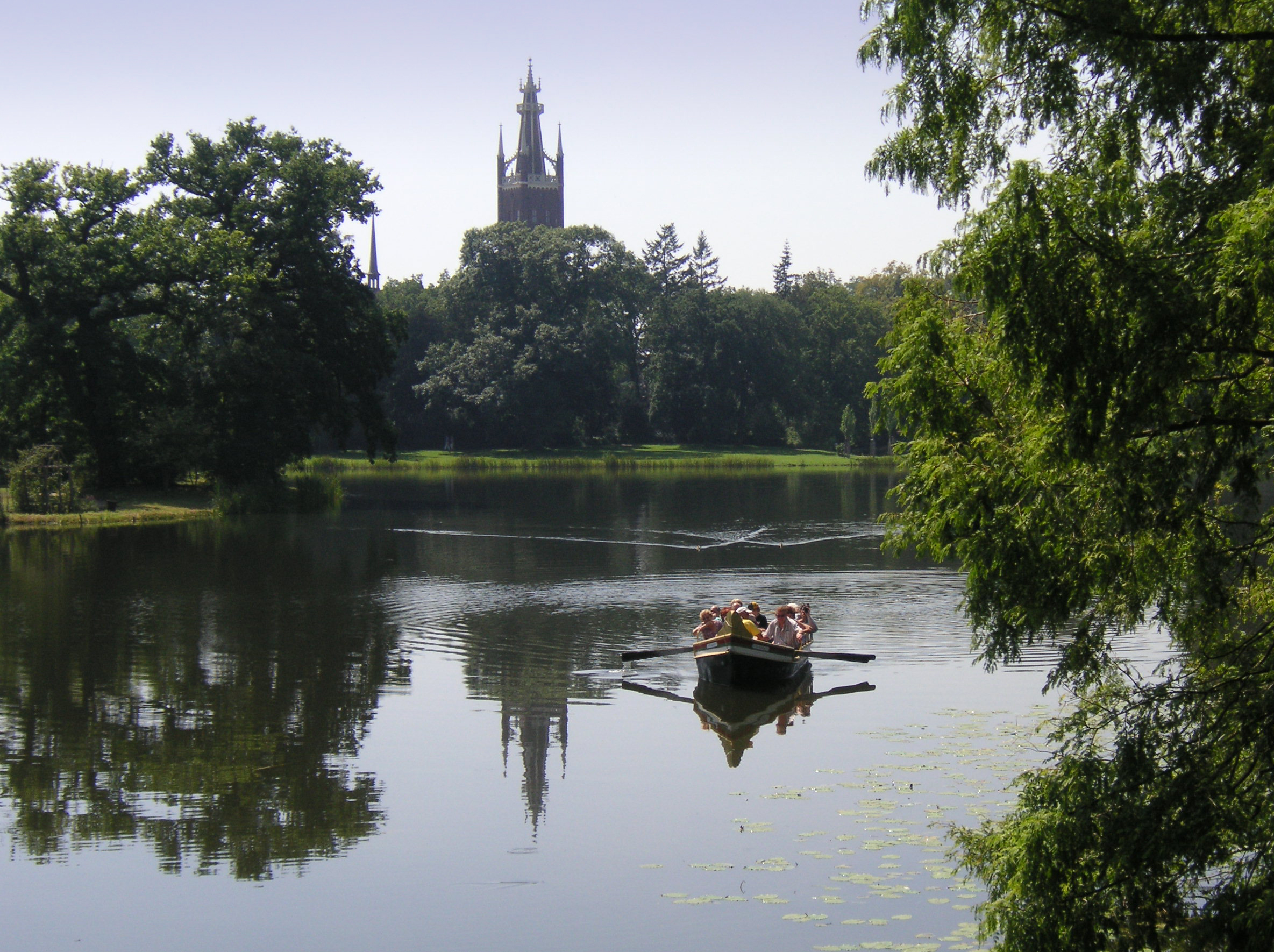
Les jardins de Wörlitz.

### Allemagne
- Bad Muskau : Parc de Muskau ;
- Berlin : Île aux Paons ;
- Cassel : Parc Wilhelmshöhe et Karlsaue ;
- Feldafing : Île aux Roses ;
- Munich : Englischer Garten ;
- Düsseldorf : Château de Kalkum ;
- Sarrebruck : Jardin franco-allemand ;
- Stuttgart : Parc de Rosenstein ;
- Wörlitz : Royaume des jardins de Dessau-Wörlitz.

### Belgique
- Bois de la Cambre à Bruxelles ;

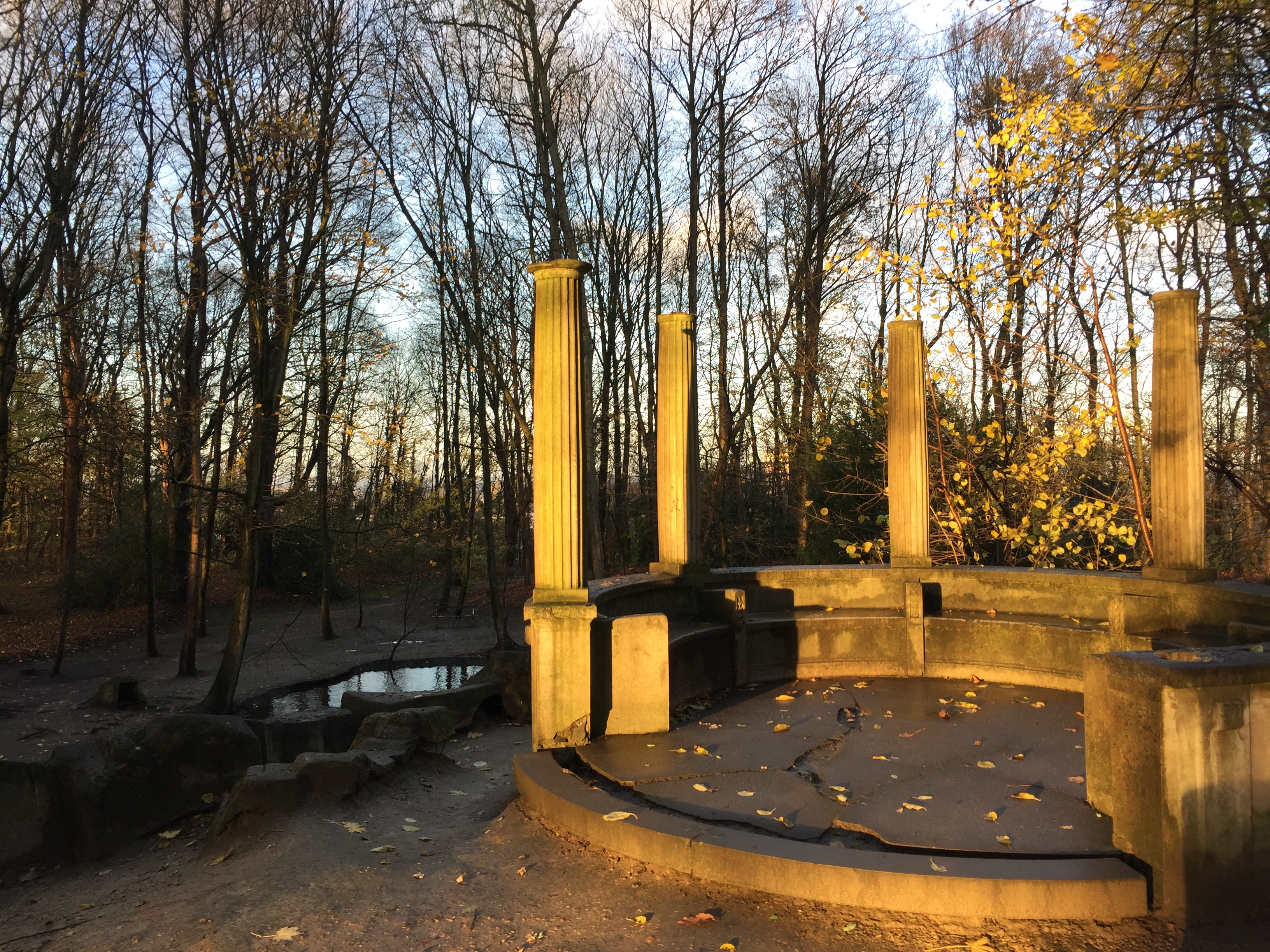
Parc de la Sauvagère à Uccle.

- Parc Josaphat à Schaerbeek (Bruxelles) ;
- Parc Tournay-Solvay à Watermael-Boitsfort (Bruxelles) ;
- Parc de la Sauvagère à Uccle.

### France
- Angers : jardin des plantes ;
- Béziers : plateau des Poètes ;

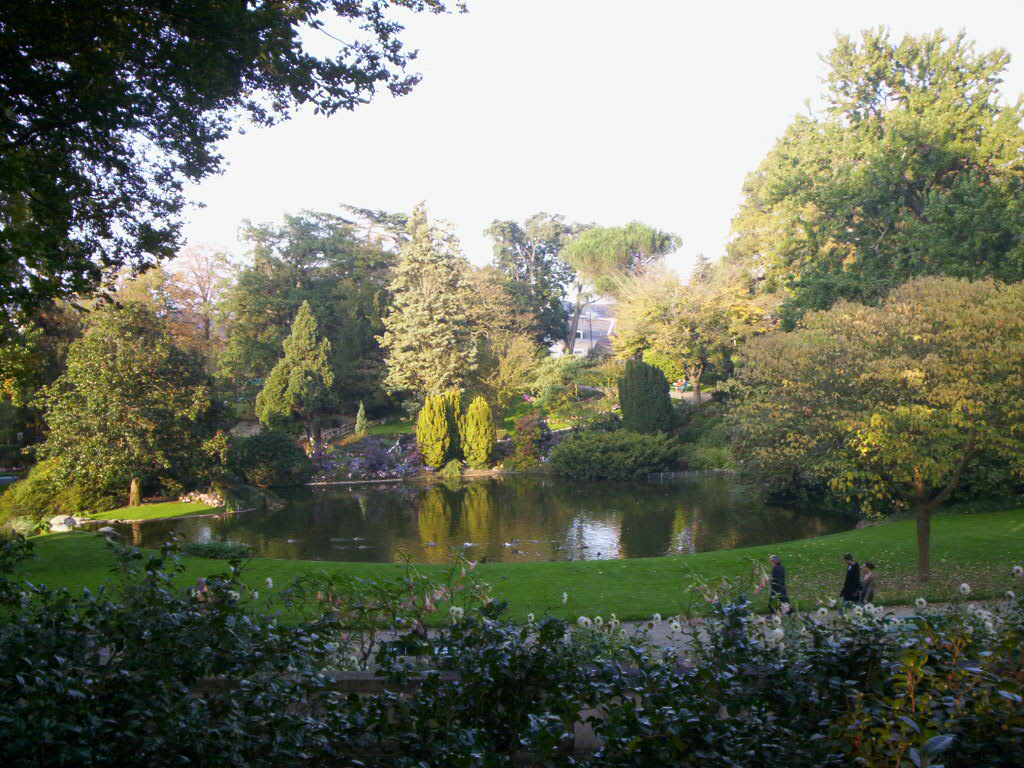
Jardin des plantes à Angers.

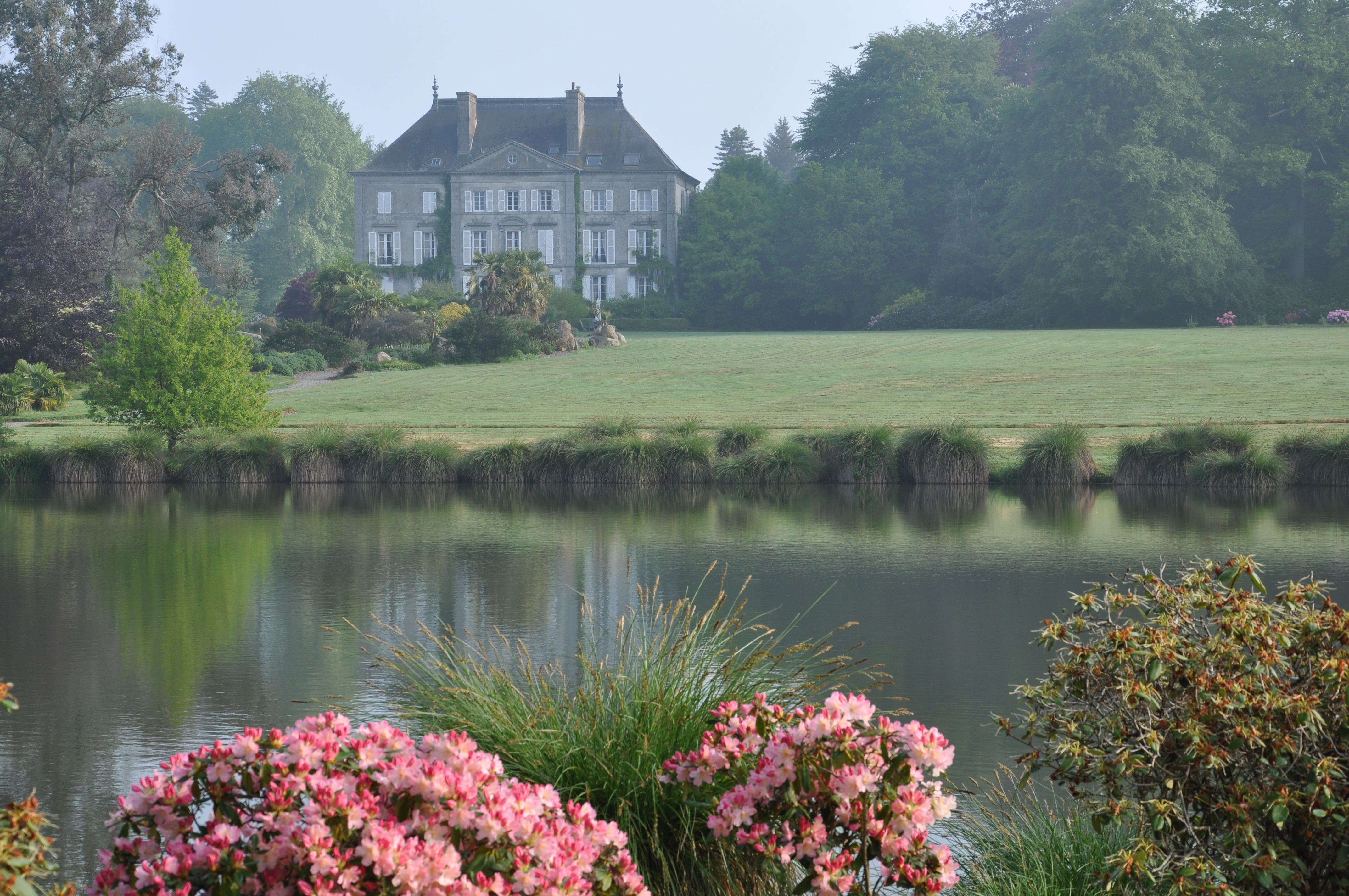
Le château de la Foltière au milieu du parc botanique de Haute-Bretagne.

- Bordeaux : Jardin public, Parc bordelais ;
- Boulogne-Billancourt : Jardin anglais d'Albert Kahn ;
- Cambrai : Jardin Monstrelet ;
- Chantilly : jardin anglais du château ;
- Clermont-Ferrand : jardin Lecoq ;
- Compiègne : jardin anglais du château ;
- Cognac : jardin public ;
- Dinan : jardin anglais ;
- Douai : parc Bertin ;
- Ermenonville : parc, dit aussi parc Jean-Jacques-Rousseau ;
- Fontainebleau : Jardin anglais du château ;
- Fontaine-Henry : parc du château ;
- Le Châtellier : Parc botanique de Haute-Bretagne ;
- Lyon : Parc de la Tête-d'Or ;
- Méréville : parc du château ;
- Nantes : Jardin des plantes de Nantes
- Neuvic : Arboretum du château de Neuvic d'Ussel ;
- Paris : Jardin du Parc Monceau, Parc des Buttes-Chaumont, Parc Montsouris, Square des Batignolles ;
- Pau : Parc Beaumont ;
- Rennes : Parc du Thabor, Parc Oberthur ;
- Roubaix : Parc Barbieux ;
- Strasbourg : Parc de l'Orangerie[5] ;
- Valenciennes : Jardin de la Rhonelle ;
- Varengeville-sur-Mer : Bois des Moutiers
- Versailles : jardin du Petit Trianon ;
- Vesoul : Jardin anglais de Vesoul ;
- Vitré : Jardin du parc.

### Suisse
- Jardin anglais à Genève ;
- L'Ermitage à Arlesheim.

## Photos de jardins anglais dans les Îles Britanniques

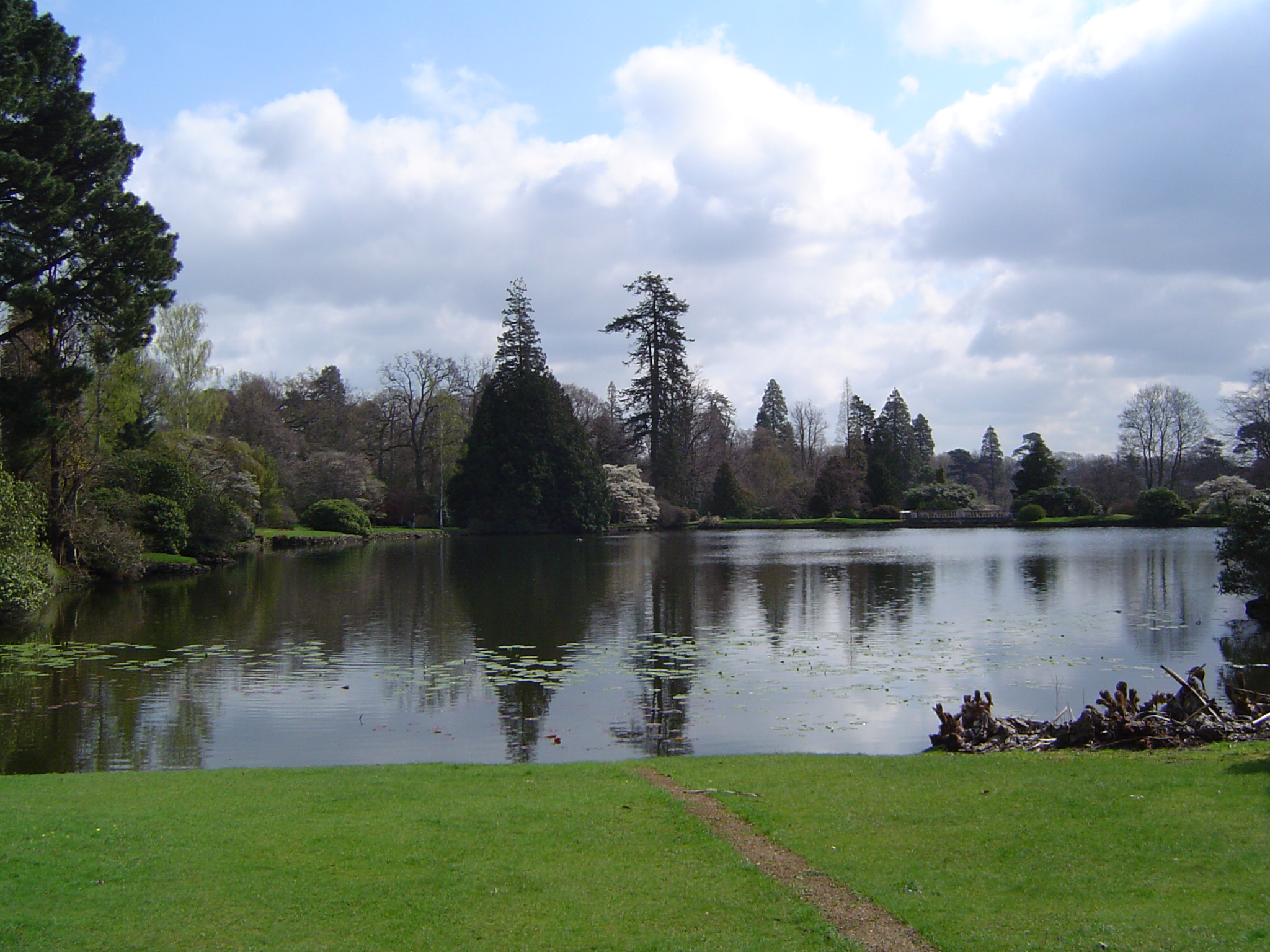
Jardin de Sheffield Park.
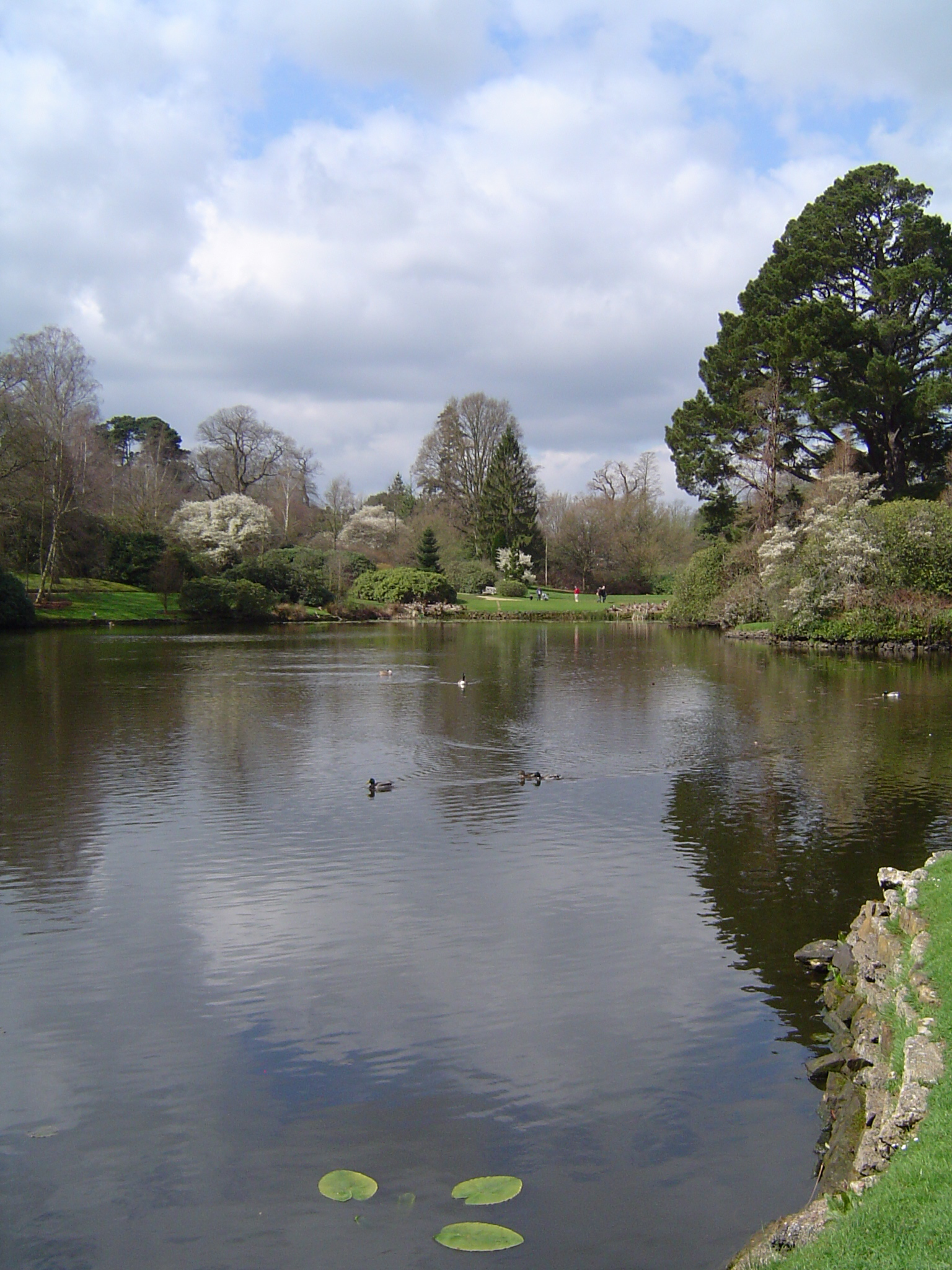
Jardin de Sheffield Park.
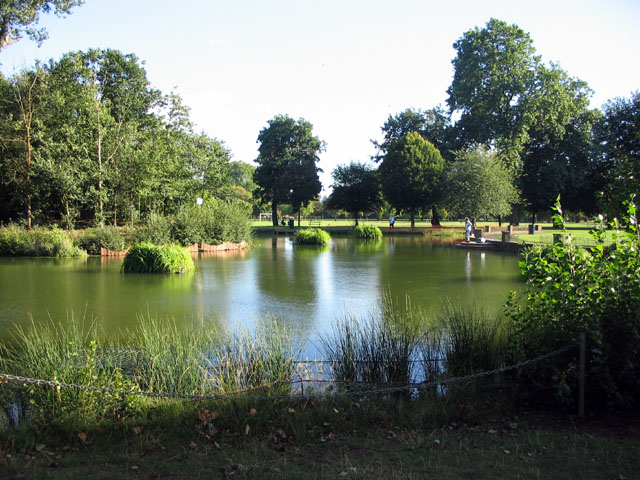
L’étang de Victoria Park, Londres.
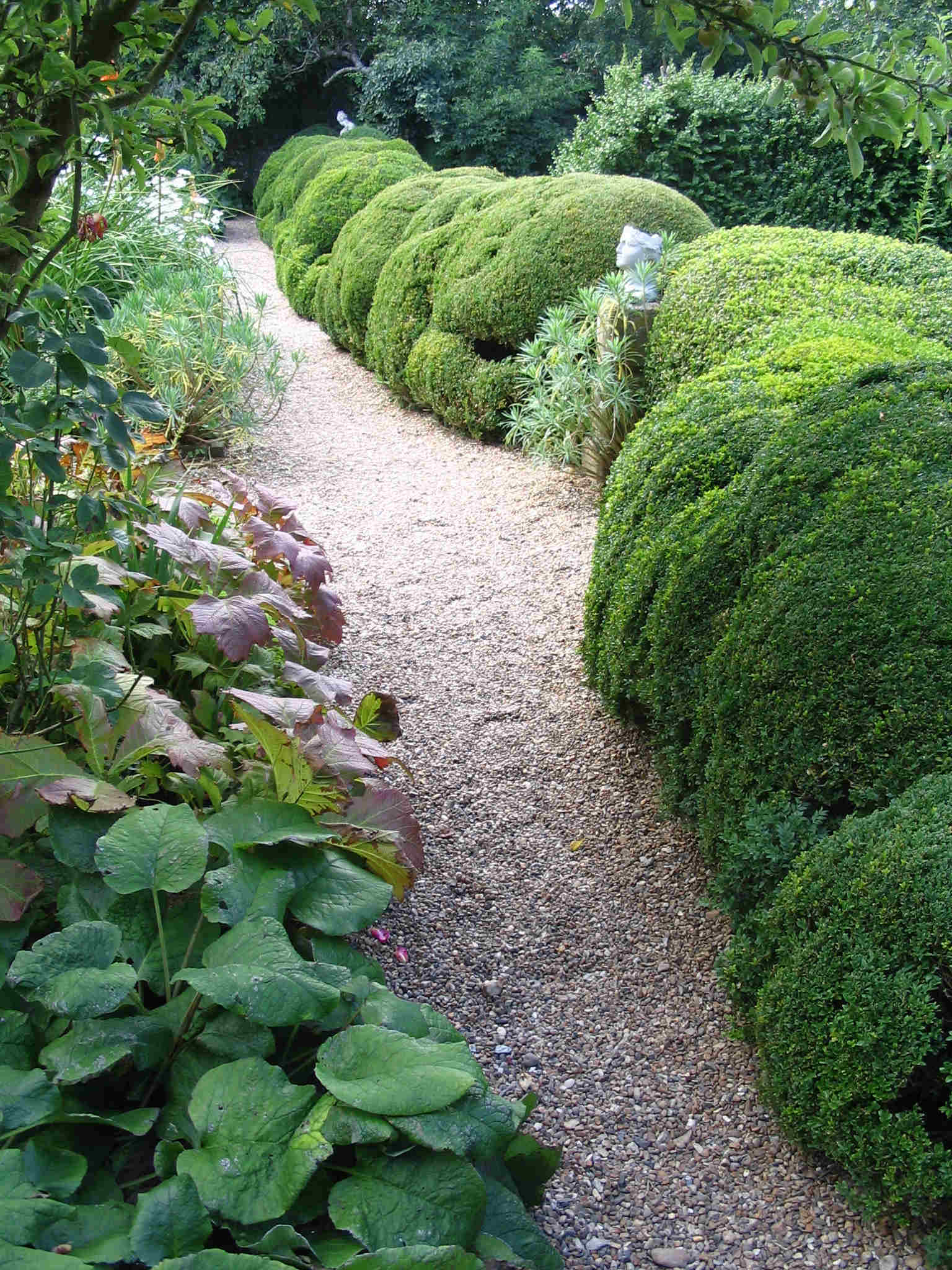
Jardin de Charleston Farmhouse, Sussex.

### Radiographie
- Alain Wijffels, « Si Domat m'était conté : l'artificialité du jardin anglais, l'ordre naturel du jardin à la française », sur France Culture, cours au Collège de France, 26 octobre 2017 (consulté le 28 septembre 2022).